# Kamenný Most (powiat Kladno)
Kamenný Most – wieś i gmina w Czechach, w powiecie Kladno, w kraju środkowoczeskim. Według danych z dnia 1 stycznia 2014 liczyła 437 mieszkańców.